# TD Waterhouse Cup 2003 - Qualificazioni singolare
Le qualificazioni del singolare  del TD Waterhouse Cup 2003 sono state un torneo di tennis preliminare per accedere alla fase finale della manifestazione. I vincitori dell'ultimo turno sono entrati di diritto nel tabellone principale. In caso di ritiro di uno o più giocatori aventi diritto a questi sono subentrati i lucky loser, ossia i giocatori che hanno perso nell'ultimo turno ma che avevano una classifica più alta rispetto agli altri partecipanti che avevano comunque perso nel turno finale.
Le qualificazioni del torneo TD Waterhouse Cup 2003 prevedevano 32 partecipanti di cui 4 sono entrati nel tabellone principale.

## Teste di serie
1. Nicolás Massú (primo turno)
2. Filippo Volandri (primo turno)
3. Dominik Hrbatý (ultimo turno)
4. Raemon Sluiter (primo turno)

1. Antony Dupuis (secondo turno)
2. Stefan Koubek (primo turno)
3. Hyung-Taik Lee (ultimo turno)
4. Mario Ančić (primo turno)

## Qualificati
1. Karol Beck
2. Jeff Morrison

1. Fernando Verdasco
2. Rik De Voest

## Tabellone

### Legenda
| - Q = Qualificato - WC = Wild card - LL = Lucky loser | - ALT = Alternate - SE = Special Exempt - PR = Protected Ranking | - w/o = Walkover - r = Ritirato - d = Squalificato |

### Sezione 1
|  | Primo turno        | Primo turno        | Primo turno   | Primo turno | Primo turno |  |  | Secondo turno      | Secondo turno      | Secondo turno      | Secondo turno | Secondo turno |            |     | Ultimo turno | Ultimo turno | Ultimo turno | Ultimo turno | Ultimo turno |  |
|  |                    |                    |               |             |             |  |  |                    |                    |                    |               |               |            |     |              |              |              |              |              |  |
|  |                    | Hicham Arazi       | 1             | 7           | 6           |  |  |                    |                    |                    |               |               |            |     |              |              |              |              |              |  |
|  | 1                  | Nicolás Massú      | 6             | 5           | 4           |  |  | Hicham Arazi       | Hicham Arazi       | Hicham Arazi       | 6             | 6             |            |     |              |              |              |              |              |  |
|  | John-Paul Fruttero | John-Paul Fruttero | 6             | 3           | 6           |  |  | John-Paul Fruttero | John-Paul Fruttero | John-Paul Fruttero | 4             | 4             |            |     |              |              |              |              |              |  |
|  | Davide Sanguinetti | Davide Sanguinetti | 3             | 6           | 3           |  |  |                    |                    |                    |               |               |            |     | Hicham Arazi | Hicham Arazi | Hicham Arazi | Hicham Arazi |              |  |
|  | Magnus Norman      | Magnus Norman      | Magnus Norman | 6           | 6           |  |  |                    |                    | Karol Beck         | Karol Beck    | Karol Beck    | Karol Beck | W-O |              |              |              |              |              |  |
|  | Marc Becker        | Marc Becker        | Marc Becker   | 0           | 0           |  |  | Magnus Norman      | Magnus Norman      | Magnus Norman      | 3             | 2             |            |     |              |              |              |              |              |  |
|  |                    | Karol Beck         | Karol Beck    | 7           | 6           |  |  | Karol Beck         | Karol Beck         | Karol Beck         | 6             | 6             |            |     |              |              |              |              |              |  |
|  | 8                  | Mario Ančić        | Mario Ančić   | 5           | 3           |  |  |                    |                    |                    |               |               |            |     |              |              |              |              |              |  |

### Sezione 2
|  | Primo turno    | Primo turno      | Primo turno    | Primo turno | Primo turno |  |  | Secondo turno   | Secondo turno   | Secondo turno  | Secondo turno  | Secondo turno  |    |      | Ultimo turno | Ultimo turno  | Ultimo turno  | Ultimo turno | Ultimo turno |  |
|  |                |                  |                |             |             |  |  |                 |                 |                |                |                |    |      |              |               |               |              |              |  |
|  |                | Kenneth Carlsen  | 3              | 7           | 6           |  |  |                 |                 |                |                |                |    |      |              |               |               |              |              |  |
|  | 2              | Filippo Volandri | 6              | 5           | 1           |  |  | Kenneth Carlsen | Kenneth Carlsen | 6              | 614            | 3              |    |      |              |               |               |              |              |  |
|  | Jeff Morrison  | Jeff Morrison    | Jeff Morrison  | 6           | 6           |  |  | Jeff Morrison   | Jeff Morrison   | 2              | 7              | 6              |    |      |              |               |               |              |              |  |
|  | Florin Mergea  | Florin Mergea    | Florin Mergea  | 3           | 3           |  |  |                 |                 |                |                |                |    |      |              | Jeff Morrison | Jeff Morrison | 7            | 7            |  |
|  | Victor Hănescu | Victor Hănescu   | 2              | 7           | 7           |  |  |                 |                 | 7              | Hyung-Taik Lee | Hyung-Taik Lee | 64 | 6(1) |              |               |               |              |              |  |
|  | Jürgen Melzer  | Jürgen Melzer    | 6              | 68          | 5           |  |  |                 | Victor Hănescu  | Victor Hănescu | 4              | 3              |    |      |              |               |               |              |              |  |
|  | 7              | Hyung-Taik Lee   | Hyung-Taik Lee | 7           | 6           |  |  | 7               | Hyung-Taik Lee  | Hyung-Taik Lee | 6              | 6              |    |      |              |               |               |              |              |  |
|  |                | Kevin Kim        | Kevin Kim      | 64          | 2           |  |  |                 |                 |                |                |                |    |      |              |               |               |              |              |  |

### Sezione 3
|  | Primo turno         | Primo turno         | Primo turno         | Primo turno | Primo turno |  |  | Secondo turno | Secondo turno       | Secondo turno       | Secondo turno     | Secondo turno |   |   | Ultimo turno | Ultimo turno   | Ultimo turno | Ultimo turno | Ultimo turno |  |
|  |                     |                     |                     |             |             |  |  |               |                     |                     |                   |               |   |   |              |                |              |              |              |  |
|  | 3                   | Dominik Hrbatý      | Dominik Hrbatý      | 7           | 6           |  |  |               |                     |                     |                   |               |   |   |              |                |              |              |              |  |
|  |                     | Julien Boutter      | Julien Boutter      | 64          | 3           |  |  | 3             | Dominik Hrbatý      | Dominik Hrbatý      | 6                 | 7             |   |   |              |                |              |              |              |  |
|  | Andreas Vinciguerra | Andreas Vinciguerra | Andreas Vinciguerra | 7           | 6           |  |  |               | Andreas Vinciguerra | Andreas Vinciguerra | 3                 | 5             |   |   |              |                |              |              |              |  |
|  | Alexander Popp      | Alexander Popp      | Alexander Popp      | 62          | 4           |  |  |               |                     |                     |                   |               |   |   | 3            | Dominik Hrbatý | 6            | 3            | 4            |  |
|  | Fernando Verdasco   | Fernando Verdasco   | Fernando Verdasco   | 6           | 6           |  |  |               |                     |                     | Fernando Verdasco | 3             | 6 | 6 |              |                |              |              |              |  |
|  | Dudi Sela           | Dudi Sela           | Dudi Sela           | 3           | 4           |  |  |               | Fernando Verdasco   | Fernando Verdasco   | 6                 | 7             |   |   |              |                |              |              |              |  |
|  | 5                   | Antony Dupuis       | 6                   | 5           | 6           |  |  | 5             | Antony Dupuis       | Antony Dupuis       | 3                 | 65            |   |   |              |                |              |              |              |  |
|  |                     | Hermes Gamonal      | 3                   | 7           | 3           |  |  |               |                     |                     |                   |               |   |   |              |                |              |              |              |  |

### Sezione 4
|  | Primo turno      | Primo turno       | Primo turno      | Primo turno | Primo turno |  |  | Secondo turno     | Secondo turno     | Secondo turno     | Secondo turno   | Secondo turno |   |    | Ultimo turno | Ultimo turno | Ultimo turno | Ultimo turno | Ultimo turno |  |
|  |                  |                   |                  |             |             |  |  |                   |                   |                   |                 |               |   |    |              |              |              |              |              |  |
|  |                  | Rik De Voest      | Rik De Voest     | 7           | 3           |  |  |                   |                   |                   |                 |               |   |    |              |              |              |              |              |  |
|  | 4                | Raemon Sluiter    | Raemon Sluiter   | 5           | 6r          |  |  | Rik De Voest      | Rik De Voest      | 6                 | 1               | 6             |   |    |              |              |              |              |              |  |
|  | Bohdan Ulihrach  | Bohdan Ulihrach   | 3                | 7           | 6           |  |  | Bohdan Ulihrach   | Bohdan Ulihrach   | 3                 | 6               | 4             |   |    |              |              |              |              |              |  |
|  | Amer Delić       | Amer Delić        | 6                | 68          | 4           |  |  |                   |                   |                   |                 |               |   |    | Rik De Voest | Rik De Voest | 6            | 4            | 7            |  |
|  | Robert Kendrick  | Robert Kendrick   | Robert Kendrick  | 6           | 6           |  |  |                   |                   | Robert Kendrick   | Robert Kendrick | 1             | 6 | 65 |              |              |              |              |              |  |
|  | Justin Gimelstob | Justin Gimelstob  | Justin Gimelstob | 2           | 2           |  |  | Robert Kendrick   | Robert Kendrick   | Robert Kendrick   | 6               | 6             |   |    |              |              |              |              |              |  |
|  |                  | Jean-René Lisnard | 4                | 6           | 6           |  |  | Jean-René Lisnard | Jean-René Lisnard | Jean-René Lisnard | 1               | 0             |   |    |              |              |              |              |              |  |
|  | 6                | Stefan Koubek     | 6                | 2           | 2           |  |  |                   |                   |                   |                 |               |   |    |              |              |              |              |              |  |